# Portugal-Rundfahrt 2007
Die 69. Portugal-Rundfahrt war ein Rad-Etappenrennen, das vom 5. bis 15. August 2007 stattfand. Es wurde in einem Prolog und zehn Etappen über eine Distanz von 1.599,7 Kilometern ausgetragen. Das Rennen zählt zur UCI Europe Tour 2007.

## Teilnehmende Teams
Die 162 Teilnehmer verteilten sich auf folgende Mannschaften:
ProTeams
- Lampre-Fondital
- Saunier Duval-Prodir

Professional Continental Teams
- Benfica
- Barloworld
- Ceramica Panaria
- Ceramica Flaminia
- Karpin-Galicia
- Fuerteventura-Canarias
- Relax-Gam
- Slipstream-Chipotle

Continental Teams
- Barbot-Halcon
- LA-MSS
- Riberalves-Boavista
- Liberty Seguros
- Duja-Tavira
- Madeinox-Bric-Loulé
- Vitória-ASC
- Fercase-Rota dos Moveis

## Etappen
| Etappe     | Tag        | Start – Ziel                        | km         | Etappensieger         | Führender       |
| Prolog     | 4. August  | Portimão – Portimão                 | 6,8 (EZF)  | Martín Garrido        | Martín Garrido  |
| 1. Etappe  | 5. August  | Portimão – Beja                     | 196,4      | Paride Grillo         | Martín Garrido  |
| 2. Etappe  | 6. August  | Vila Viçosa – Castelo Branco        | 169,3      | Francisco José Torres | Martín Garrido  |
| 3. Etappe  | 7. August  | Idanha-a-Nova – Gouveia             | 176,3      | Cândido Barbosa       | Martín Garrido  |
| 4. Etappe  | 8. August  | Guarda – Santo Tirso                | 222,1      | Cândido Barbosa       | Cândido Barbosa |
| 5. Etappe  | 9. August  | Felgueiras – Fafe                   | 167,7      | Cândido Barbosa       | Cândido Barbosa |
| 6. Etappe  | 11. August | Celorico de Basto – Mondim de Basto | 143,0      | Eladio Jiménez        | Cândido Barbosa |
| 7. Etappe  | 12. August | Lixa – Gondomar                     | 168,0      | Paride Grillo         | Cândido Barbosa |
| 8. Etappe  | 13. August | Aveiro – São João da Madeira        | 157,1      | Cândido Barbosa       | Cândido Barbosa |
| 9. Etappe  | 14. August | Oliveira do Bairro – Alto da Torre  | 154,2      | Eladio Jiménez        | Eladio Jiménez  |
| 10. Etappe | 15. August | Viseu – Viseu                       | 38,8 (EZF) | Héctor Guerra         | Xavier Tondo    |